# 北山乡 (民和县)
北山乡，是中华人民共和国青海省海东市民和回族土族自治县下辖的一个乡镇级行政单位。

## 行政区划
北山乡下辖以下地区：
先锋村、庄子沟村、罗家湾村、德兴村、牙合村、永进村和宽都兰村。